# Prison d'État de San Quentin
San Quentin State Prison

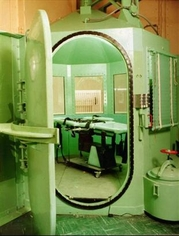
La chambre à gaz à la prison de San Quentin

La prison d'État de San Quentin (en anglais : San Quentin State Prison) est une prison d'État de Californie (États-Unis), gérée par le Département des services correctionnels et de réhabilitation de Californie, située à Point San Quentin (en) au nord de San Francisco, dans le comté de Marin.
La prison de San Quentin, établie sur 1,78 km2 (432 acres ou 178 hectares), est la seule qui soit habilitée à appliquer la peine de mort en Californie, ainsi le couloir de la mort pour les hommes et la chambre d'exécution s’y trouvent. Le couloir de la mort pour les femmes est situé dans Central California Women's Facility (CCWF) à Chowchilla.

## Historique
Ouverte en juillet 1852, elle est la plus ancienne prison californienne. Elle a été construite par les détenus eux-mêmes alors qu'ils étaient logés sur le navire Waban pendant les travaux. San Quentin a abrité des détenus masculins et féminins jusqu'en 1933, date à partir de laquelle ces dernières furent transférées à la nouvelle prison de Tehachapi.
C'est également dans ses murs que le gang suprémaciste blanc Aryan Brotherhood (Fraternité aryenne) a été créé en 1967.

## Détenus notables

### Détenus incarcérés
- Richard Farley: reconnu coupable d'avoir tué sept de ses collègues et failli en avoir tué un autre, une collègue de travail qu'il a traquée après l'avoir rejeté. Condamné à mort en 1992[3].
- Wallace Fard Muhammad, fondateur de la Nation of Islam, de 1926 à 1929, pour infraction à la législation sur les stupéfiants.
- Wayne Adam Ford: reconnu coupable du meurtre de quatre femmes en 1997 et 1998. Condamné à mort en 2006[3].
- Mack Ray Edwards s'y suicide le 30 octobre 1970.
- Bobby Beausoleil, de la « Manson's Family », y fut incarcéré.
- Hans Reiser, le créateur du système de fichier journalisé ReiserFS.
- Lawrence Bittaker, tueur en série.
- Vincent Brothers,
- Albert Greenwood Brown,
- David Carpenter (tueur), the "Trailside Killer."[4] condamné à mort en 1984 et 1988[3].
- Dean Carter, condamné a mort 1985.
- Douglas Clark, condamné à mort en 1982.
- Tiequon Cox, condamné à mort en 1986.
- Richard Allen Davis, condamné à mort en 2006.
- Skylar Deleon, condamné à mort en 2006.
- Scott Erskine, condamné à mort en 2004.
- John Famalaro, condamné à mort en 1997.
- Wayne Adam Ford, condamné à mort en 2006.
- Ryan Hoyt: associé de Jesse James Hollywood, reconnu coupable du meurtre de Nicholas Markowitz. Condamné à mort en 2003[3].
- Phillip Carl Jablonski: reconnu coupable du meurtre de cinq femmes. Condamné à mort en 1991[3].
- Randy Kraft: tueur en série qui a été reconnu coupable de 16 meurtres et soupçonné de 51 autres. Condamné à mort en 1989[3].
- Gunner Lindberg, condamné à mort en 1997.
- Timothy Joseph McGhee, condamné à mort en 2009.
- Michael Morales: reconnu coupable du meurtre brutal de Terri Winchell. Condamné à mort en 1983[3].
- Charles Ng: tueur en série qui a torturé et assassiné 11 personnes. Condamné à mort en 1999[3].
- Scott Peterson: reconnu coupable du meurtre de sa femme enceinte et de leur enfant à naître, Conner, dans un procès très médiatisé. Condamné à mort en 2005[3].
- Cleophus Prince Jr., condamné à mort en 1993.
- Joe Remiro, condamné à vie en 1975.
- Ramon Salcido, condamné à mort en 1990.
- Morris Solomon Jr., condamné à mort en 1992.
- Cary Stayner: un tueur en série reconnu coupable du meurtre de quatre femmes à  Yosemite. Condamné à mort en 2002[3].
- William Suff: tueur en série reconnu coupable du meurtre de 12 femmes dans  Comté de Riverside. Condamné à mort en 1995[3].
- Chester Turner, condamné à vie en 1993.
- Marcus Wesson, condamné à mort en 2005.
- David Westerfield, condamné à mort en 2003.

### Détenus décédés en détention ou transférés dans une autre prison
- Bobby Beausoleil: ancien partenaire de Charles Manson " Family", en train de purger une peine d'emprisonnement à perpétuité.
- Charles Bolles: alias Black Bart, un hors-la-loi américain du vieil ouest.
- Edward Bunker: Le FBI, le fugitif le plus recherché, s'est reformé et est devenu auteur (il a écrit un roman à San Quentin  et acteur. Il a été condamné à 17 ans, le plus jeune détenu de l'époque.
- Richard Chase: "Le Vampire de Sacramento", condamné à mort en 1979 dans la chambre à gaz pour avoir tué six personnes, s'est suicidé en 1980.
- Juan Corona: reconnu coupable du meurtre de 25 personnes et condamné à perpétuité sans possibilité de libération conditionnelle.
- Phillip Carl Jablonski: tueur en série reconnu coupable en 1994 de cinq meurtres, mort de causes naturelles en prison.
- George Jackson (Black Panther) : militant noir américain qui devint en prison (où il a passé les 12 dernières années de sa vie) membre du Black Panther Party, est abattu dans la cour de la prison le 21 août 1971.
- Ed Morrell, complice du gang de cambrioleurs Evans-Sontag; a passé cinq ans en isolement cellulaire;
- Richard Ramirez: tueur en série connu sous le nom de "The Night Stalker"[4], reconnu coupable du meurtre de 13 personnes. Condamné à mort en 1989. est décédé d'une insuffisance hépatique le 7 juin 2013, après avoir été transporté à l'hôpital général Marin.

### Détenus exécutés
- Theodore Durrant (en), exécuté le 7 janvier 1898
- Gordon Northcott, exécuté le 2 octobre 1930
- Juanita Spinelli (en), exécutée le 22 novembre 1941.
- Louise Peete, exécutée le 11 avril 1947.
- Miran Edgar Thompson, exécuté le 3 décembre 1948.
- Barbara Graham, exécutée le 3 juin 1955.
- Burton Abbott (en), exécuté le 15 mars 1957.
- Harvey Glatman, exécuté le 18 septembre 1959.
- Caryl Chessman, exécuté le 2 mai 1960.
- Elizabeth Ann Duncan (en), exécutée le 8 août 1962.
- Robert Alton Harris (en) exécuté le 21 avril 1992.
- David Mason, exécuté le 24 août 1993.
- William Bonin, exécuté le 23 février 1996.
- Thomas Martin Thompson (en), exécuté le 14 juillet 1998.
- Manny Babbit, le 4 mai 1999.
- Stephen Wayne Anderson, exécuté le 29 janvier 2002.
- Donald Beardslee (en), exécuté le 19 janvier 2005.
- Stanley Tookie Williams, cofondateur du gang des Crips, exécuté le 13 décembre 2005.
- Clarence Ray Allen, exécuté le 17 janvier 2006.

### Anciens détenus
- Danny Trejo[5]

## La prison dans l'art et la culture
Le 24 février 1969, Johnny Cash y joua devant des détenus. Le concert fut enregistré sur disque et filmé par la chaîne de télévision Granada TV. Il a été imité en 2003 par Metallica, qui y a également enregistré le clip vidéo de St. Anger.
Edward Bunker situe l'action de son roman La Bête contre les murs dans la prison de San Quentin.